# Curtia intermedia
Curtia intermedia là một loài thực vật có hoa trong họ Long đởm. Loài này được (Progel) Knobl. mô tả khoa học đầu tiên năm 1894.